# Short Visit to Nowhere
Short Visit to Nowhere ist ein Jazzalbum des Peter Brötzmann Chicago Tentet Plus Two. Die am 3. und 4. Juli 2000 in den Airwave Recording Studios in Chicago entstandenen Aufnahmen erschienen 2002 auf dem Label Okka Disk.

## Hintergrund
Short Visit to Nowhere ist das ergänzende Album zu Broken English, das von Peter Brötzmanns Tentet an den gleichen Tagen im Jahr 2000 aufgenommen wurde. In Brötzmanns Chicago Tentet Plus Two spielten zwölf Musiker, darunter Mars Williams, Kent Kessler, William Parker, Fred Lonberg-Holm, Michael Zerang, Hamid Drake, Mats Gustafsson, Ken Vandermark, Jeb Bishop, Roy Campbell und Joe McPhee.

## Titelliste
- Peter Brötzmann Chicago Tentet Plus Two: Short Visit to Nowhere (Okka Disk OD12044)[1]

1. Hold That Thought (Mars Williams) 17:29
2. Ellington (Mats Gustafsson) 13:09
3. Short Visit to Nowhere (Brötzmann) 25:05
4. Lightbox (Fred Lonberg-Holm) 15:19

## Rezeption
Brian Olewnick verlieh dem Album in Allmusic vier Sterne und schrieb, diese Veröffentlichung enthalte vier Stücke, die sich mehr oder weniger zwischen Riff-orientierten, treibenden Werken und abstrakteren Stücken abwechseln. Die ganze Brillanz und Wildheit des Brötzmann-Tentetts im Studio und auf CD einzufangen, sei eine undankbare Aufgabe. Doch dass dieses Album zum Greifen nah erscheine, sei schon wieder ein Thema für sich.